# Oldříš

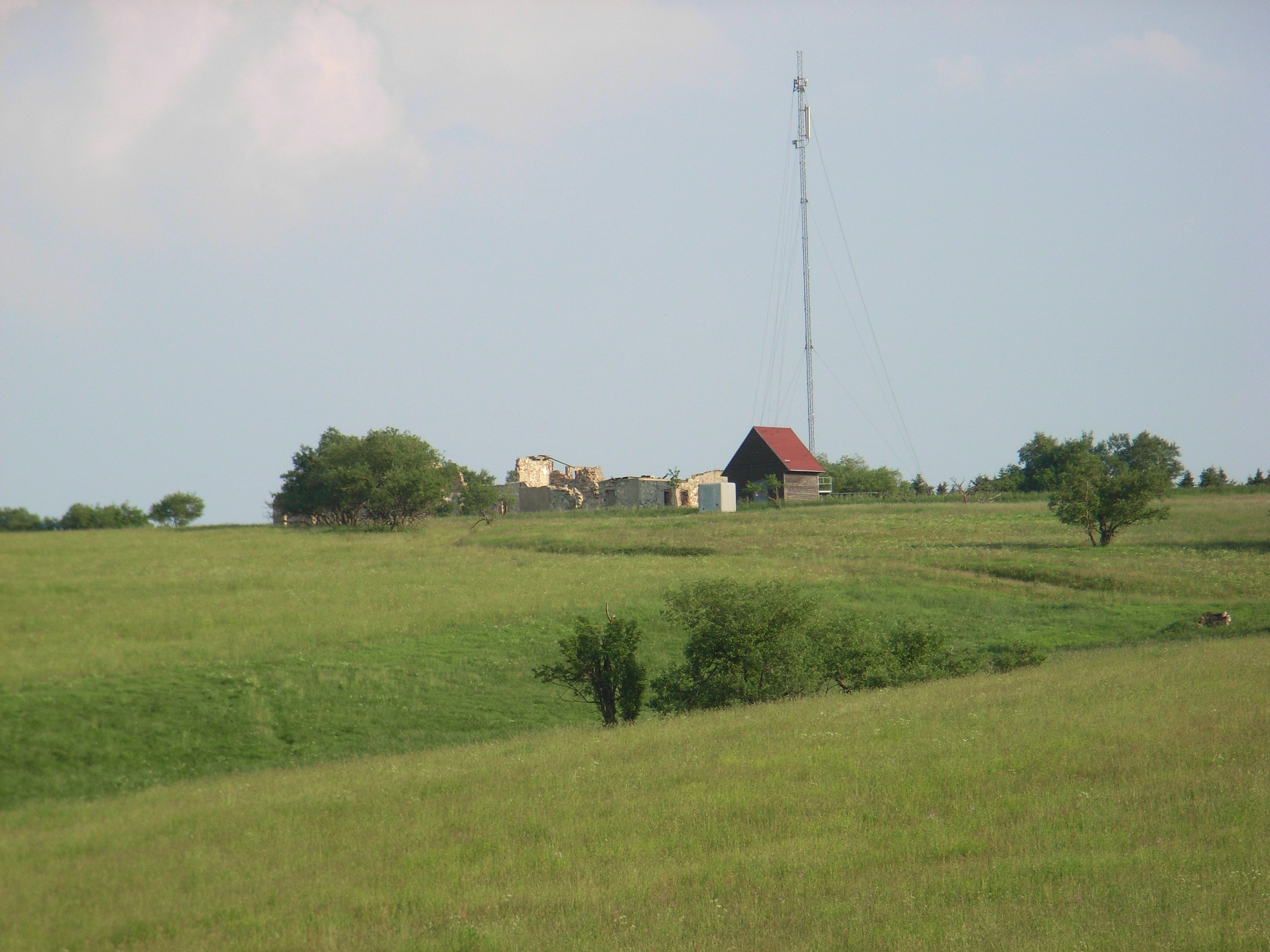
Blick von Nordwesten auf Oldříš

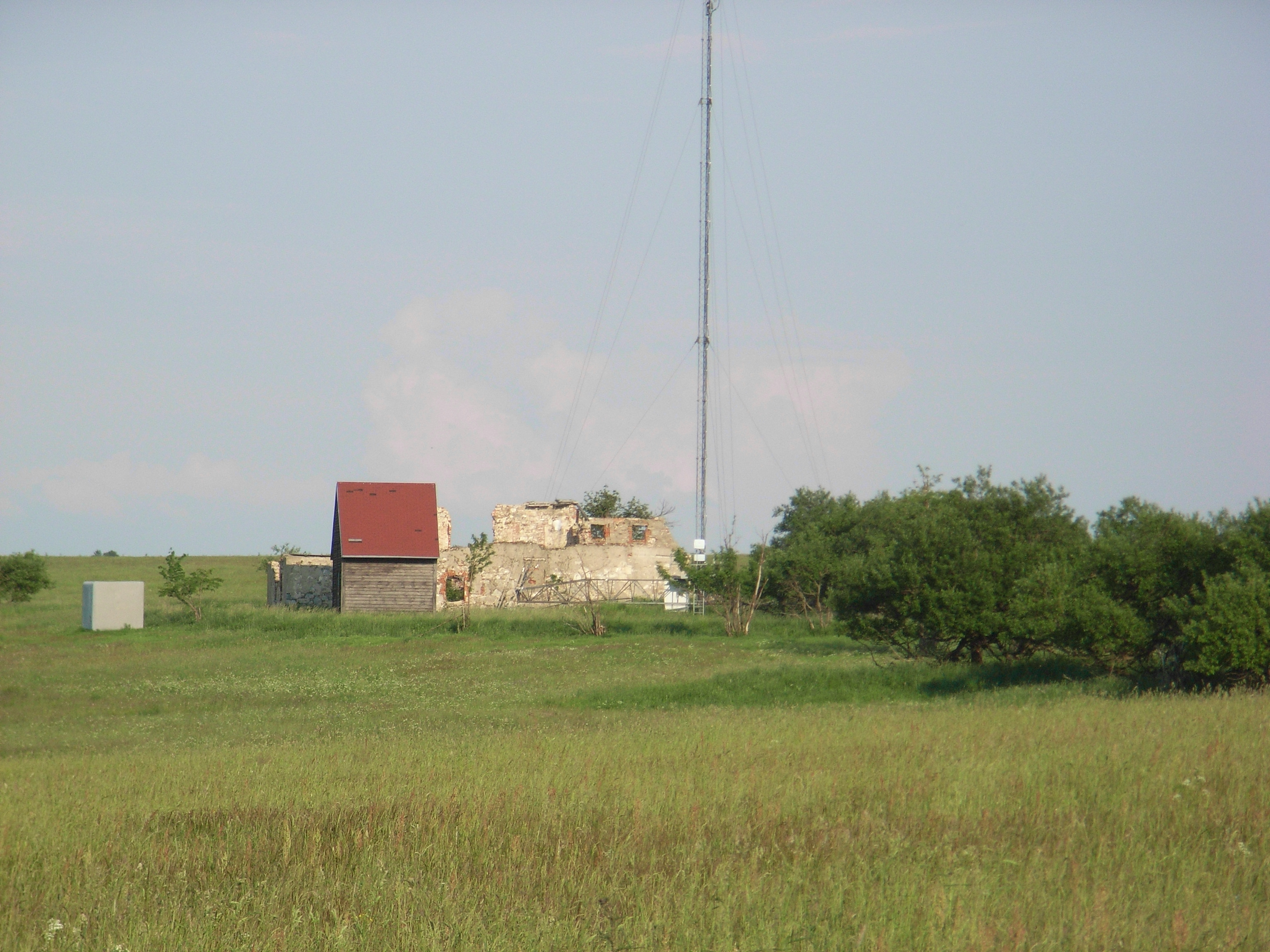
Ruine in Oldříš

Oldříš, auch  Oldřiš (deutsch Ullersdorf) ist eine Wüstung auf dem Kamm des Osterzgebirges im Okres Teplice, Tschechien. Sie liegt anderthalb Kilometer südlich von Moldava an der Straße von Nové Město nach Český Jiřetín. Das Kataster Oldřiš u Moldavy mit einer Fläche von 249,0607 ha gehört zur Gemeinde Moldava.

## Geographie
Die Streusiedlung lag in 860 m n.m. auf der nördlichen Lehne des Oldřišský vrch (Walterberg, 878 m) über den Quellgründen der Freiberger Mulde und ihres Zuflusses Oldřišský potok. Östlich erhebt sich der Sklářský vrch (Glaserberg bzw. Qualberg, 864 m), im Westen der Nad Křížkem (Steinhübel, 857 m) und nordwestlich der Bojiště (Kampfberg, 821 m). Gegen Südosten entspringen die Flöha und die Wilde Weißeritz.
Nachbarorte waren Horní Moldava und Neu-Rehefeld im Norden, Nové Město und Mikulov im Südosten, Vilejšov im Süden, Mackov im Südwesten, Pastviny im Westen sowie Teichhaus und Moldava im Nordwesten.
Südlich von Oldříš liegt das Naturreservat Grünwaldské vřesoviště (Grünwalder Heide).

## Geschichte
Ullersdorf entstand wahrscheinlich im 14. Jahrhundert entlang eines 1341 durch Borso von Riesenburg angelegten neuen Handelsweges von Osegg über Riesenberg, Langewiese, Strassburg und Grünwald nach Rechenberg und Frauenstein in der Markgrafschaft Meißen. Der Handelsweg über das Betteleck nach Sachsen verlor am Übergang vom 15. zum 16. Jahrhundert seine Bedeutung. 
Im Jahre 1831 bestand Ullersdorf aus 59 Häusern mit 401 deutschsprachigen Einwohnern. Abseits lag eine Mahlmühle. Haupterwerbsquelle bildete die Waldarbeit. Außerdem wurde Feldwirtschaft betrieben, die jedoch wegen der Höhenlage wenig ertragreich war. Pfarrort war Moldau. Bis zur Mitte des 19. Jahrhunderts blieb Ullersdorf der Fideikommissherrschaft Bilin untertänig.
Nach der Aufhebung der Patrimonialherrschaften bildete Ullersdorf ab 1850 einen Ortsteil der Gemeinde Moldau im Leitmeritzer Kreis und Gerichtsbezirk Teplitz. In den nachfolgenden Jahren wuchs Ullersdorf über die Gemeindegrenzen von Moldau hinaus. Im Jahre 1885 bestand das Dorf aus insgesamt 76 Häusern und hatte 386 Einwohner. Im Jahre 1886 entstand die Gemeinde Neustadt, zu der auch 24 Häuser von Ullersdorf gehörten. Seit dem Ende des 19. Jahrhunderts wurde Ullersdorf als Sommerfrische mit Gebirgsluft, gutem Wasser und Aussicht ins Grenzgebiet zu Sachsen touristisch beworben. Im Winter wurde der Ort von Skiläufern auf dem Erzgebirgskamm frequentiert. In den 1890er Jahren löste sich Ullersdorf von Moldau los und bildete eine eigene Gemeinde, zu der ab 1922 auch der Neustädter Anteil hinzukam. 1921 lebten in den 60 Häusern von Ullersdorf  286 Personen. Der tschechische Name Oldřiš wurde 1924 eingeführt. In Folge des Münchner Abkommens wurde die Gemeinde 1938 dem Deutschen Reich zugeschlagen und gehörte bis 1945 zum Landkreis Teplitz-Schönau. Beim Zensus vom 17. Mai 1939 hatte Ullersdorf nur noch 266 Einwohner. Im Dorf stand eine Kapelle. Nach dem Ende des Zweiten Weltkrieges kam Oldříš zur Tschechoslowakei zurück und die deutschböhmische Bevölkerung wurde vertrieben. Eine Wiederbesiedlung gelang nur in geringen Umfang, 1948 wurde Oldříš nach Moldava eingemeindet. Das kaum noch bewohnte Dorf wurde in den 1950er Jahren aufgelöst und devastiert.
An der Stelle des Dorfes befindet sich heute Weideland; erhalten blieben die Reste des Gasthauses Rudolf und an der Flurgrenze zu Mackov die weit sichtbare Ruine eines Trafoturmes.  

## Entwicklung der Einwohnerzahl
| Jahr | Einwohnerzahl |
| ---- | ------------- |
| 1869 | 423           |
| 1880 | 386           |
| 1890 | 344           |
| 1900 | 329           |

| Jahr | Einwohnerzahl |
| ---- | ------------- |
| 1910 | 310           |
| 1921 | 286           |
| 1930 | 294           |